# Nadmořská výška

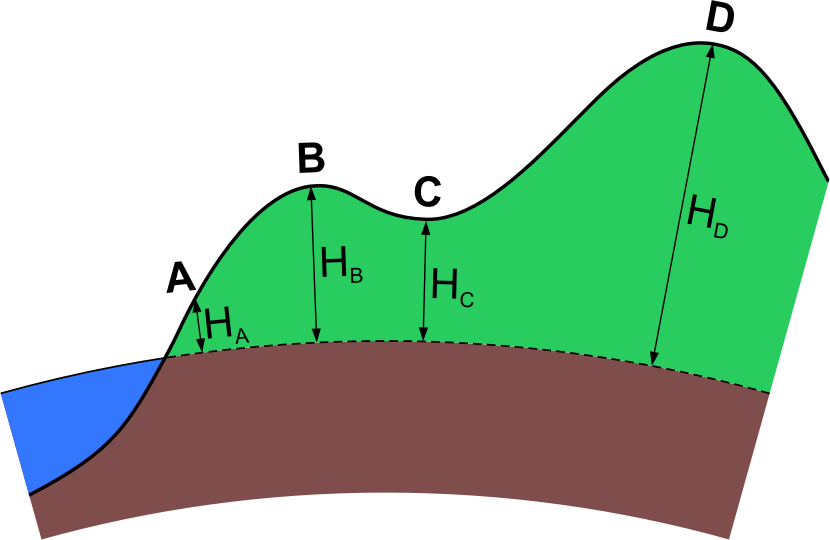
H_{A}, H_{B}, H_{C}, H_{D} ... nadmořské výšky bodů A, B, C, D

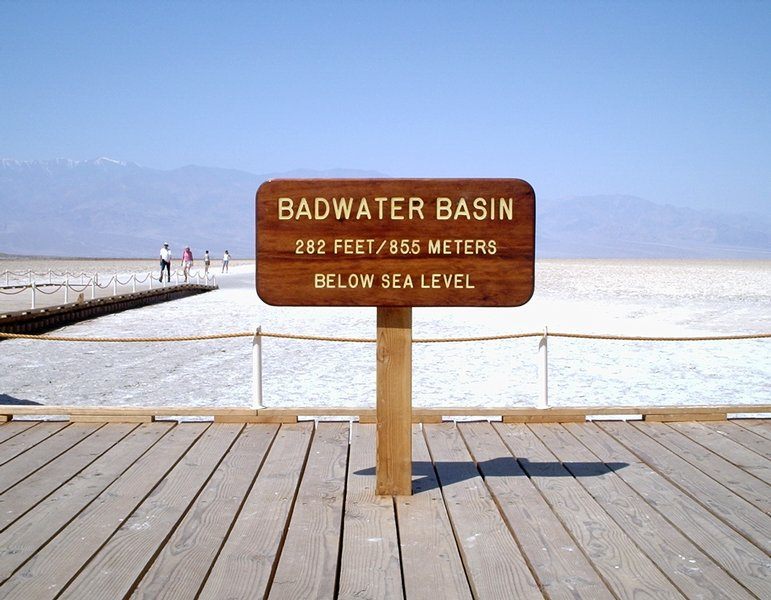
Badwater v kalifornském Údolí smrti je s 85,5 m pod mořem nejhlubší bod USA

Nadmořská výška je svislá vzdálenost (výškový rozdíl) určitého místa na Zemi ke střední hladině některého moře (obvykle nejbližšího nebo toho, k němuž se vztahuje místní výškový systém). Udává se v metrech nad mořem (m n. m.). Jelikož je první písmeno m ve zkratce označení jednotky SI, píše se bez tečky. V anglosaském prostředí se nadmořská výška udává také ve stopách nad mořem (zkr. FAMSL = feet above mean sea level).
Rozdíl nadmořských výšek dvou bodů se nazývá převýšení.
Nadmořská výška může nabývat hodnot kladných (vzdálenost od referenční hladiny ve směru od středu Země) i záporných (vzdálenost směrem ke středu Země). Místa na souši se zápornou nadmořskou výškou se nazývají prolákliny.

## Hladina moře
Výška střední hladiny moře se stanoví dlouhodobým pravidelným pozorováním přílivů a odlivů v určitém místě na pobřeží. Od takto získaného bodu se měří nadmořské výšky (absolutní výšky) dalších bodů zemského povrchu přesnou nivelací.
Nadmořské výšky v České republice jsou udávány vůči hladině Baltu po vyrovnání. Až do roku 1955 v tehdejším Československu, a před tím v celém Rakousku-Uhersku, byl používán jadranský výškový systém, jehož základ tvořila střední hladina Jaderského moře v Terstu, která je oproti baltskému systému asi o 0,46 m výše.
V současnosti všeobecně používaný globální družicový polohový systém pro určování polohy na zemi používá jako základní hladinu povrch matematicky vypočteného elipsoidu WGS 84, který se může od střední hladiny moře (resp. od geoidu) lišit i o 100 metrů. Geodetická výška je pak vzdálenost bodu od elipsoidu měřená na kolmici k elipsoidu. V letectví se ve vzdušném prostoru určuje nadmořská výška tlakoměrem či přímo výška nad zemí.

## Značení na mapě
Na mapách se nadmořská výška značí pomocí vrstevnic a kót význačných bodů. Obdobně se pomocí vrstevnic značí i nadmořská výška nezatopených míst pod úrovní mořské hladiny (proláklin) a její hodnota se uvádí jako záporné číslo.
Druhým systémem značení nadmořské výšky je barevná hypsometrie, tj. vyjadřování výškopisu pomocí barevných odstínů. Nejčastější vyjádření bývá: zelená – nížiny, žlutá – vysočiny, hnědá – hory, může být ale i jiné. V topografických mapách se jednotlivé systémy často kombinují.

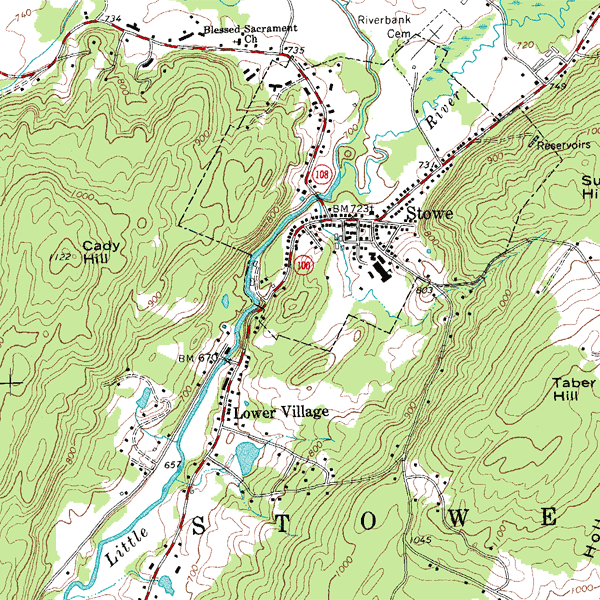
Mapa části Vermontu (USA) s vrstevnicemi
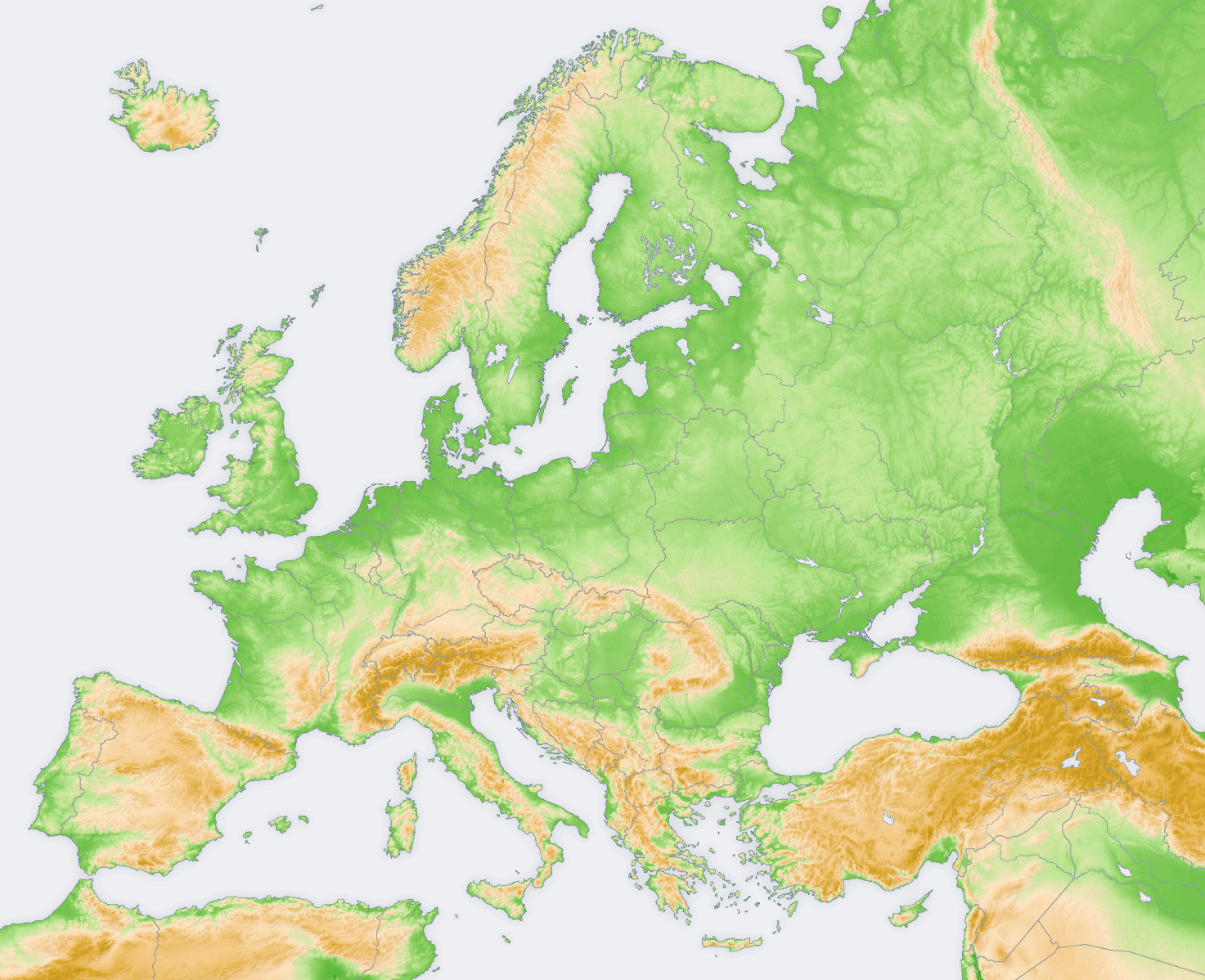
Mapa Evropy s barevnou hypsometrií

## Nejvyšší a nejnižší místa na Zemi
- Místem s největší nadmořskou výškou je vrchol hory Mount Everest (8849 m n. m.).
- Místem nejvíce vzdáleným od středu Země je vrchol hory Chimborazo (6310 m n. m.).
- Největší horou světa je Mauna Kea. Od úpatí na dně oceánu až k vrcholu měří 10 205 m. Je také druhou nejvýznačnější horou podle tzv. suché prominence.
- Místem s nejmenší nadmořskou výškou na pevnině je pouštní proláklina u Mrtvého moře v Izraeli (−420 m n. m.)
- Největší naměřená hloubka oceánu je Marianský příkop (−10 994 m n. m.).
- Místem nejméně vzdáleným od středu Země je Severní ledový oceán. Je to především díky tomu, že Země má tvar elipsoidu, jehož zploštění představuje přibližně 21 km (−5449 m n. m.).
- Nejvyšší známá hora sluneční soustavy je Olympus Mons na Marsu (27 km). Zde ale pochopitelně nejde o výšku nad mořem, neboť na Marsu moře není. Jde o výšku nad jistou dohodnutou hladinou, která může být definovaná různými způsoby.